# IPod nano
iPod nano, da Apple Inc., foi a segunda linha de iPods em tamanho reduzido. Lançado em 7 de setembro de 2005, sucedeu a linha iPod mini em versão 62% menor em volume: apenas 9,0x 4,0x 0,69 cm e 42 g. Possuía uma tela de LCD capaz de exibir 65.536 cores, conseguindo mostrar fotografias, e liga-se ao computador via USB 2.0. Utilizava memória flash, diferentemente do iPod mini que utilizava microdrive.
Possuía várias características que viriam a ser depois incluídas no iPod de 5ª geração. Essas características eram novas ao sistema operacional do iPod, incluindo a adição vários relógios mundiais, timer, para desligar depois de determinado tempo, e a opção de bloqueio do aparelho, mediante uma senha de quatro dígitos definida pelo usuário. Uma vez bloqueado, os únicos botões que podem ser pressionados são os de play/pause, forward e backward.

## iPod nano de primeira geração

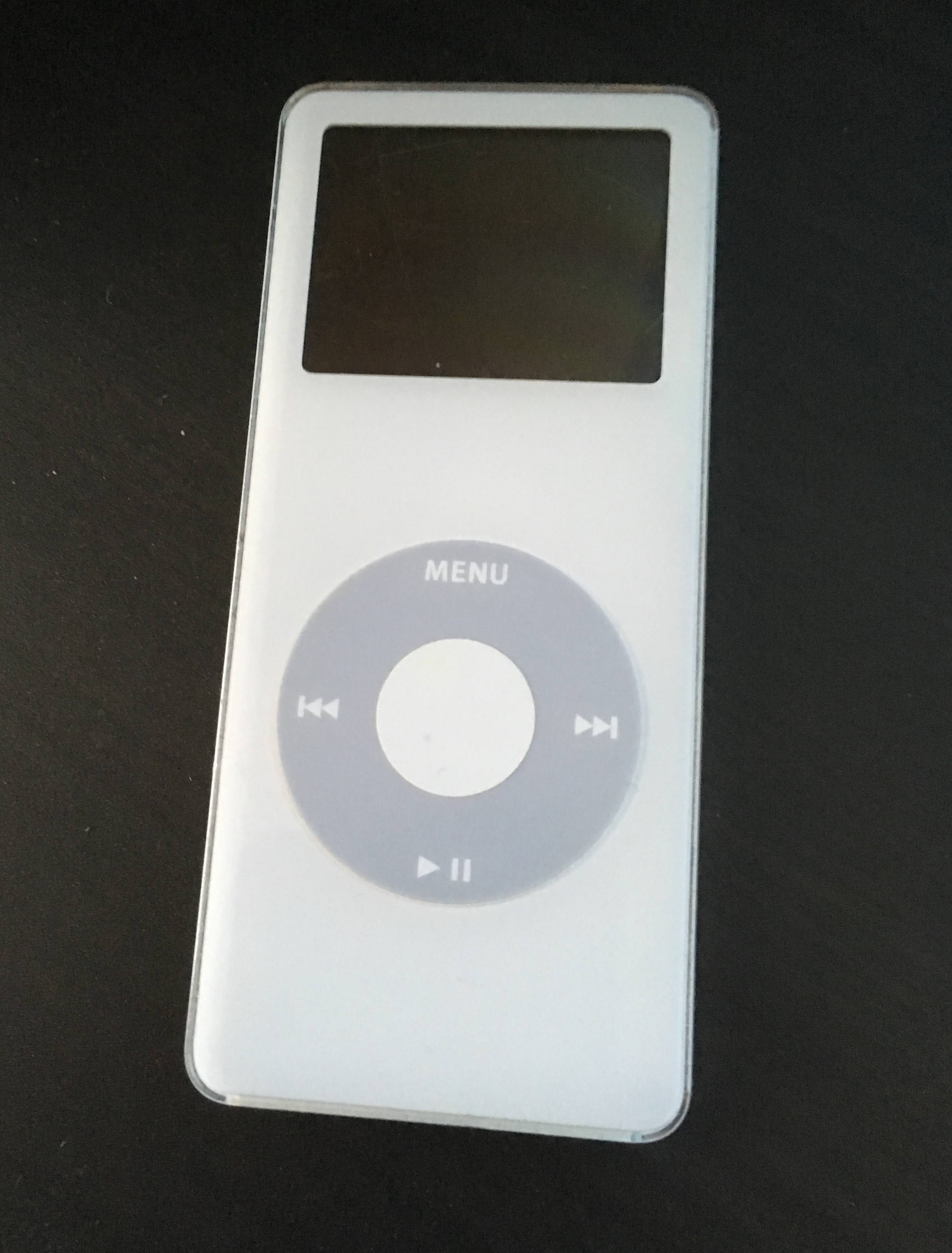
iPod nano branco da primeira geração

A primeira geração de iPod nano foi lançada em 7 de setembro de 2005. As opções de cores eram preto e branco. A memória utilizada foi do tipo flash, tal como a utilizada no seu predecessor iPod mini, fazendo assim com que nenhuma peça móvel fosse utilizada (com exceção à roda de clique) e o iPod nano seja imune a impactos de pulos. Inclui relógios mundiais, função timer para desligar sozinho depois de um tempo determinado pelo usuário e trava de segurança de quatro dígitos que oculta informações pessoais como calendário de usuário e agenda de contatos.
O espaço de memória disponível foi de inicialmente 2GB (500 músicas, em média) por US$ 119 e 4GB (1000 músicas) por US$ 249. O espaço de 1GB foi introduzido em 7 de Fevereiro de 2006 tinha capacidade para 240 músicas, comercializado por US$ 149.

## iPod nano de segunda geração

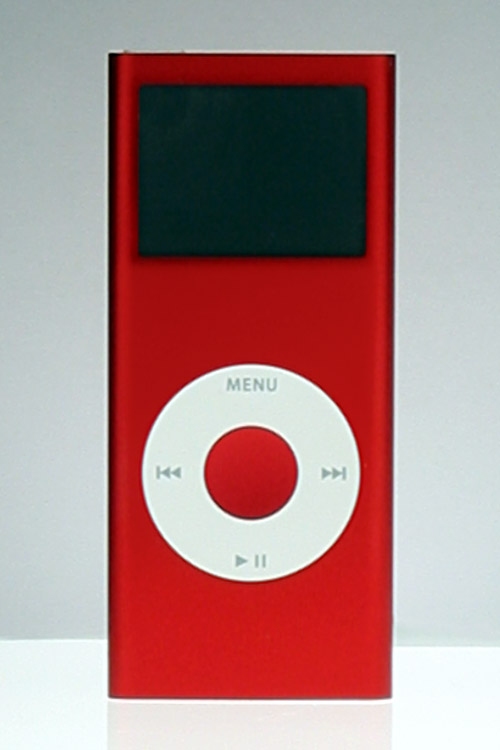
iPod nano da segunda geração PRODUCT (RED)

Em 16 de setembro de 2006, a Apple atualiza a linha iPod nano. À primeira vista, a mais notável mudança pode ser vista no exterior do produto. Agora a linha conta com design de alumínio em cinco cores diferentes: verde, prata, preto, rosa e azul. Porém, diferente da segunda geração de iPod mini, as cores dos botões da roda clicável não foram alteradas de acordo com a cor de cada aparelho. Elas permaneceram-se cinzas, exceto a da edição de cor preta em que a roda clicável também recebe cor preta.
Os novos recursos são uma tela de cores mais brilhantes e vibrantes, uma prolongação na duração da bateria de 14 para 24 horas ininterruptas e capacidade de armazenamento dobrada (2GB, 4GB e 8GB).

### (PRODUCT)RED
Em apoio à campanha Product Red, a Apple lança em 13 de outubro de 2006 uma edição vermelha do iPod nano. Suas características são totalmente iguais às do nano de segunda geração. Para cada venda do iPod nano Product Red efetuada nos Estados Unidos, a Apple Inc. doará a quantia de US$ 10 à iniciativa Product Red.
Vendido com capacidade de armazenamento de 4GB, passou a ser comercializado também um modelo de 8GB a partir de 3 de novembro de 2006, se equivalendo ao modelo preto, único até então com 8GB.

### Armazenamento, Cor e Preços
A segunda geração de iPod nano trouxe uma diferença quanto à capacidade de armazenamento e às cores. Apenas a cor prata está disponível em modelo de 2GB de memória. E apenas a cor preta e a especial vermelha estão disponíveis também em 8GB. Todas as outras cores existentes estão disponíveis em 4GB.
| Modelo | Cor                                               | Preço   |
| ------ | ------------------------------------------------- | ------- |
| 2 GB   | Prateado                                          | US$ 149 |
| 4 GB   | Prateado / Verde / Azul / Rosa / Preto / Vermelho | US$ 199 |
| 8 GB   | Preto / Vermelho                                  | US$ 249 |

## iPod nano de terceira geração

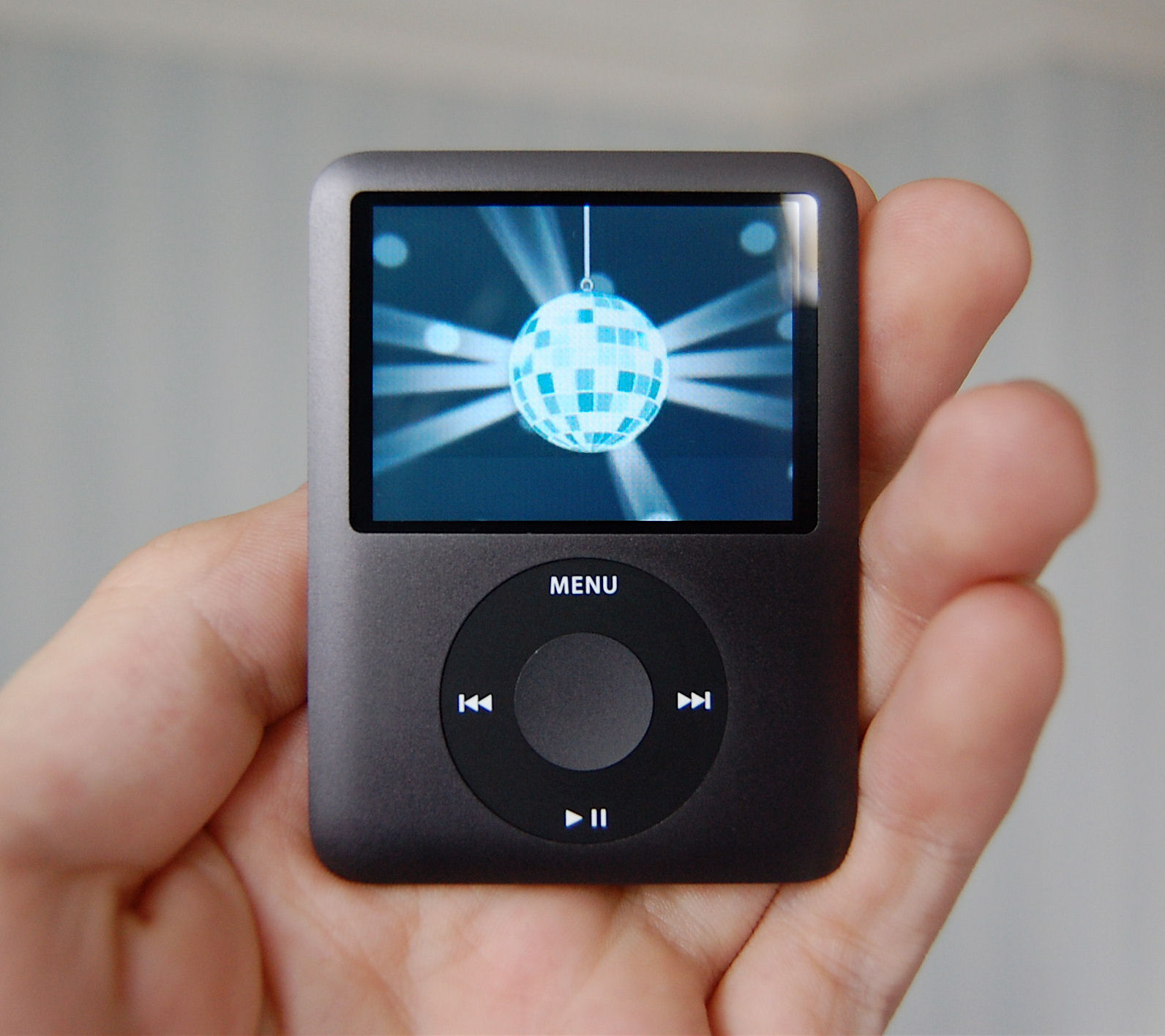
iPod Nano de 3ª geração

Em 5 de novembro de 2007, a Apple anunciou a terceira geração do iPod nano. Os iPod nano 3G traziam uma nova tela QVGA com resolução de 320×240 px e um design exterior mais largo e baixo.
Entre as novas funções estão a reprodução de vídeos tal como o iPod de quinta geração, jogos simples também presentes previamente no iPod 5G e uma nova 
entre músicas e pastas com exibição da capa dos álbum ao lado do item selecionado, função chamada Cover Flow.

### Armazenamento, Cor e Preços
Nesta geração de iPod nano, a versão de 2GB foi extinta e a menor capacidade disponível agora é 4GB, e apenas para a versão prateada. A linha Product Red não só foi mantida nesta gama de atualizações como também foi estendida ao iPod shuffle e ao iPod tradicional.
| Modelo | Cor                                               | Preço   |
| ------ | ------------------------------------------------- | ------- |
| 4 GB   | Prateado                                          | US$ 149 |
| 8 GB   | Prateado / Verde / Azul / Rosa / Preto / Vermelho | US$ 199 |

Em 2017 foi descontinuado.